# Geolycosa ornatipes
Geolycosa ornatipes is een spinnensoort in de taxonomische indeling van de wolfspinnen (Lycosidae).
Het dier behoort tot het geslacht Geolycosa. De wetenschappelijke naam van de soort werd voor het eerst geldig gepubliceerd in 1935 door Elizabeth Bangs Bryant.